# Carolinas International Tennis 1973
Il Carolinas International Tennis 1973  è stato un torneo di tennis giocato sulla terra verde. È stata la 3ª edizione del Carolinas International Tennis, che fa parte del World Championship Tennis 1973. Si è giocato a Charlotte negli Stati Uniti, dal 16 al 22 aprile 1973.

## Campioni

### Singolare
Ken Rosewall ha battuto in finale  Arthur Ashe con il punteggio di 6–3, 7–6

### Doppio
Tom Okker /  Marty Riessen hanno battuto in finale  Tom Gorman /  Erik Van Dillen con il punteggio di 7–6, 3–6, 6–3